# Niko Gießelmann
Niko Gießelmann, né le 26 septembre 1991 à Hanovre, est un footballeur allemand. Il évolue au poste de défenseur au Greuther Fürth.

## Biographie

### En club
En août 2013, il rejoint le Greuther Fürth dans le cadre d'un transfert gratuit et en signant un contrat de trois ans jusqu'en 2016.
En juin 2017, il a rejoint Fortuna Düsseldorf pour un contrat de trois ans.
En juillet 2020, après l'expiration de son contrat avec Fortuna Düsseldorf, il a signé pour Union Berlin.
Le 6 septembre 2023, il a revient à Greuther Fürth, signant un contrat de deux ans.